# Ретинобластома
Ретинобластома (от лат. retina — сетчатка) — злокачественная опухоль сетчатки глаза у детей.

## Описание
Ретинобластома — злокачественная опухоль глаза, развивающаяся преимущественно в детском возрасте из тканей эмбрионального происхождения. Пик заболевания приходится на 2 года. Почти все случаи заболевания выявляются до 5-летнего возраста. 
Ретинобластома является наиболее распространенной внутриглазной злокачественной опухолью детского возраста во всём мире. Чаще всего ретинобластома обусловлена генетически (если ребёнок наследует мутантный аллель гена Rb1,по аутосомно-доминантному типу, то вторая мутация, происходящая уже в ретинобласте, ведёт к образованию опухоли). Случаи, когда у родителей, переболевших ретинобластомой, рождаются здоровые дети, составляют довольно небольшой процент от общего количества детей в таких семьях.
Ретинобластома бывает односторонней или двусторонней. Двусторонняя форма чаще всего носит наследственный характер.

## Диагностика
Клиническими признаками РБ являются косоглазие, лейкокория, изменение цвета радужки.
Обычно обследование проходит под наркозом. При обследовании широко используют методы УЗИ, МРТ, КТ. Часто делают биопсию красного костного мозга и спинномозговую пункцию.
В зависимости от прогноза в отношении сохранения зрения все пациенты подразделяются на 5 групп. 1 самая благоприятная, 5 самая неблагоприятная.

## Лечение
Основными целями лечения ретинобластомы, по приоритетности, является, в первую очередь, сохранение жизни ребёнка, во вторую — сохранение глаза как органа и, по возможности, в последнюю — сохранение зрения.
В последние 2 десятилетия ведущим направлением в лечении РБ является органосохраняющая терапия, основанная на применении различных видов химиопрепаратов и способов их введения. Наиболее широко применяется системная хеморедуктация по CEV-протоколу, предложенном американскими учеными C. Shields с соавт. Суть её заключается в назначении последовательных курсов, чаще всего 6, с интервалом в 3-4 недели, что приводит к уменьшению (редукции) размеров опухоли и позволяет приступить к методам локальной её деструкции, каждый из которых имеет свои показания в зависимости от размеров и локализации опухоли (лазеркоагуляция, криодеструкция, брахитерапия, транспупиллярной термотерапия — ТТТ).
За последнее десятилетие активно развиваются методы локальной целевой химиотерапии, такие как интраартериальная, периокулярная и интравитреальная, которые позволяют снизить негативное влияние системной поле химиотерапии на организм ребёнка. Одной из наиболее эффективных является интравитреальная химиотерапия, которая впервые начала широко применяться в Японии.
В ГУ «Институт глазных болезней и тканевой терапии им. В. П. Филатова НАМН Украины» впервые разработан метод сочетанной ПХТ, включающей первичную локальную интравитреальную химиотерапию мелфаланом с внутривенной хеморедуктацией — CEV протокол. Опыт применения разработанного алгоритма сочетанной ПХТ показал безопасность и эффективность этого метода органосохраняющего лечения ретинобластомы.
Одновременное действие на опухоль различных цитостатиков — одного (мелфалан) интраокулярно непосредственно на опухоль и её клоны в стекловидном теле, другие — (карбоплатин, этопозид, винкристина) — из периферической крови — создает эффект «двойного удара» по клеткам РБ. Применение ИВХ позволило снизить количество курсов системной ПХТ в среднем до 4.2 и тем самым уменьшить его негативное влияние на организм ребёнка. (Боброва Н. Ф., Сорочинская Т. А. 2015).

## Гипотеза Кнудсона
Гипотеза, объясняющая механизм возникновения двух форм ретинобластомы, предложена Альфредом Кнудсоном в 1971 году, на сегодняшний день считается классической. Согласно ей, различные формы опухоли глаза проявляются в результате двух событий: наследственной и ненаследственной мутации. Дальнейшие исследования подтвердили данную теорию. Современные онкологи предполагают, что для завершения начавшегося процесса образования опухоли необходимо от трёх до шести генетических повреждений.